# Alberts (Unternehmen)
Die Gust. Alberts GmbH & Co. KG, bekannt als Alberts, ist ein deutsches Familienunternehmen mit Sitz in Herscheid, Nordrhein-Westfalen. Das Unternehmen ist auf die Herstellung und den Vertrieb von Eisenwaren, Zauntechnik sowie Profilen und Blechen spezialisiert.

## Geschichte
Gegründet wurde das Unternehmen im Jahr 1852 als Riegelschmiede im Sauerland. Namensgeber war Gustav Alberts, dessen Nachfahren das Unternehmen bis heute führen. Im Jahre 1921 erfolgte ein umfassender Umbau des Betriebs, bei dem 60 Mitarbeiter Riegel und Winkel mit modernen Maschinen fertigten und weltweit exportierten. In den 1960er Jahren erweiterte Alberts sein Sortiment auf etwa 1000 Produkte und baute den Inlandsmarkt aus.
Die Einführung der Gartentorfalle führte zu einem rasanten Anstieg des Handels mit der Holzzaunindustrie. In den folgenden Jahrzehnten investierte das Unternehmen kontinuierlich in Modernisierung und Erweiterung, einschließlich der Einführung einer Kunststoffbeschichtungsanlage 1968 und der Inbetriebnahme eines Hochregallagers 1983. 2016 wurde am Standort Herscheid ein neues Logistikzentrum für den Bereich Zauntechnik errichtet. 2021 präsentierte Alberts einen umfassenden Markenrelaunch, bei dem der Name von GAH Alberts zu Alberts geändert wurde.

## Produkte und Dienstleistungen
Das Sortiment von Alberts umfasst über 7000 Produkte aus den Bereichen Eisenwaren, Zauntechnik sowie Profile und Bleche. Die Produkte sind für verschiedene Anwendungsbereiche konzipiert, darunter Heimwerken, Baugewerbe und industrielle Anwendungen.

## Standorte
Der Hauptsitz des Unternehmens befindet sich seit 1852 in Herscheid, Nordrhein-Westfalen. Alberts unterhält zudem internationale Niederlassungen, darunter in Moirans (Frankreich) sowie eine Beteiligung an der BIMA Mannheim.